# Ho (Dänemark)
Ho ist eine Siedlung in der dänischen Kommune Varde an der Westküste von Jütland. Im Ort mit etwa 85 Einwohnern sind viele Häuser und Höfe in ursprünglichem Zustand erhalten. Ho wird auch als „Pforte zu Skallingen“ bezeichnet.
Die Halbinsel Skallingen sowie die Hallig Langli gehörten zur früheren Gemeinde Ho. Mit der Kommunalreform 1970 wurde die Gemeinde Bestandteil der Blåvandshuk Kommune, welche mit der Verwaltungsreform 2007 in der Varde Kommune aufging.
Jährlich am letzten Augustwochenende findet der traditionelle Schafsmarkt statt. Auf dem Volksfest bieten Hunderte Händler ihre Waren an.
Der Nachbarort Blåvand ist etwa sieben Kilometer entfernt, Oksbøl elf Kilometer und die Hafenstadt Esbjerg 32 Kilometer.